# Agrostis himalayana
Agrostis himalayana é uma espécie de gramínea do gênero Agrostis, pertencente à família Poaceae.